# Bernard Ramanantsoa
Bernard Ramanantsoa (Boulogne-Billancourt, 26 novembre 1948) è un economista francese.
È stato amministratore delegato del gruppo HEC Paris dal 1995 al 2015.

## Biografia
Figlio di padre malgascio e madre francese, è nipote del generale Gabriel Ramanantsoa, presidente della Repubblica del Madagascar dal 1972 al 1975.
Bernard Ramanantsoa ha studiato in Francia. Dopo i corsi di preparazione scientifica al Lycée privé Sainte-Geneviève, si iscrive al SUPAERO (specialità di promozione, opzione “Propulsione” nel 1971). Nel 1976 completò il suo MBA presso l'HEC Paris, un programma allora chiamato ISA, e si laureò con il massimo dei voti. Ha conseguito un Master in sociologia nel 1987, un dottorato di ricerca in scienze gestionali (Università di Parigi-Dauphine) nel 1991 e un Master in storia della filosofia nel 1993 (presso l'Università Pantheon-Sorbona).
Parallelamente agli studi universitari, nel 1979 entra a far parte del gruppo HEC Paris come professore a tempo indeterminato, dopo aver trascorso diversi anni come professore a contratto.
Soprannominato "Rama" dagli studenti, ha guidato con successo l'HEC Group sulla scena internazionale dopo essere diventato CEO dell'HEC Paris nel 1995. È stato eletto Program Director della Global Alliance in Management Education (CEMS) nell'autunno del 2006.
Dal 3 al 6 giugno 2010 ha partecipato alla conferenza del Gruppo Bilderberg a Sitges, in Spagna. È anche direttore del think tank europeo EuropaNova.
I suoi due figli, tra cui Marc Ramanantsoa, sono laureati all'HEC Paris.
Nel 2015 si è dimesso dall'incarico di direttore dell'HEC e gli è succeduto il canadese Peter Todd.
Nel giugno 2016 è stato nominato membro del consiglio di amministrazione di Orange SA per un mandato di quattro anni, in sostituzione di Claudie Haigneré e presidente del comitato di revisione nel dicembre dello stesso anno.